# Pekri Géza
Pekri Géza (Dicsőszentmárton, 1885. május 13. – Marosvásárhely, 1965. február 12.) erdélyi magyar emlékíró.

## Életútja
Középiskolát Budapesten, jogot Kolozsvárt, Berlinben és Budapesten tanult. Kis-Küküllő megye főispáni titkáraként kezdte pályáját; feleségével, Fáy Blankával együtt élénk közéleti tevékenységet fejtett ki. Az első világháború utáni államfordulat után birtokára vonult vissza, majd az Országos Magyar Párt helyi, 1928-tól megyei elnöke, római katolikus egyházi főgondnok, két ízben városi alpolgármester. Gazdaságszervező publicisztikáját a helyi sajtó közölte. Mint volt földbirtokos kényszerlakhelyen, Marosvásárhelyen halt meg 1965-ben.
Munkája: Visszaemlékezések Dicsőszentmárton múltjára (Kolozsvár 1934).